# Лев V Вірменин
Лев V Вірменин (грец. Λέων, вірм. Լեւոն  Ե; близько 775 — 25 грудня 820)  — імператор Візантії з 11 липня 813 по 25 грудня 820 року.

## Біографічні відомості
Походив з роду Арцруні. Син Барди, патрикія. Лев V був генералом при імператорах Никифорі I та Михаїлі I Рангаве. У 812 році відзначився у боях з арабами. У 813 році в битві під Андріанополем залишив Михаїла I без допомоги, та організував повстання проти нього разом з іншими генералами — Михайлом Пселосом та Фомою. Війська висунули його на імператорський трон. Лев зробив своє правління легітимним через перемоги над болгарами, які пробували взяти в облогу Константинополь у 814—817 роках. З ханом болгар Омуртагом Лев V підписав тридцятирічний мирний договір у 816 році і тим досяг миру на своїх кордонах.
З правлінням Лева повернулася назад у Візантію й практика іконоборства. Він витіснив усіх прихильників ікон з імператорського двору, які отримали вплив при попередньому імператорі Михаїлі I. У 815 році змістив патріарха Никифора, багато ченців вигнав у заслання. При цьому наросла опозиція до його політики.
Проти нього підготовлено змову під керівництвом його колишнього союзника Михайла Пселоса. Однак безуспішно і Пселоса відправили у тюрму. Однак не всі змовники були виявлені й вони, дочекавшись слушного моменту, на Різдво 820 року вбили Лева у його каплиці. На його місце імператора став Михайло Пселос. Для знешкодження можливих спадкоємців на трон, синів Лева було кастровано, однак їм збережено життя. Їх разом з матірю Феодосією було заслано до монастирія Панагії на о.Проти.